# Tabia (Algeria)
Tabia è un comune dell'Algeria, situato nella provincia di Sidi Bel Abbes.